# Westmorland and Furness
Westmorland and Furness – dystrykt typu unitary authority obejmujący południowo-wschodnią część hrabstwa ceremonialnego Kumbria, w Anglii.
Utworzony został 1 kwietnia 2023 roku w wyniku połączenia dystryktów niemetropolitalnych Barrow-in-Furness, Eden oraz South Lakeland i jednoczesnej likwidacji hrabstwa niemetropolitalnego Kumbria (pozostałe dystrykty weszły w skład jednostki Cumberland). Zajmuje obszar w przybliżeniu odpowiadający historycznemu hrabstwu Westmorland wraz z półwyspem Furness. Ośrodkiem administracyjnym jest miasto Kendal.
Powierzchnia dystryktu wynosi 3753,96 km², liczba ludności 226 592 (2021).